# Radiometar
Radiometar je aparat ili mjerni instrument koji energiju toplinskog zračenja pretvara u mehaničku energiju kretanja. Sam naziv radiometar potječe od W. Crookesa koji ga je upotrebljavao za grubo kvalitativno mjerenje toplinskog zračenja u spektru. Naime pomicanjem radiometra duž spektra od ultraljubičastog do infracrvenog područja mijenja se njegova brzina vrtnje. Najbrže se okreće izložen infracrvenom zračenju što se može pokazati tako da ga postavimo uz posve začađenu žarulju koja ne propušta nikakvo vidljivo svjetlo. Radiometri, u meteorologiji, služe za mjerenje protuzračenja atmosfere te ižarivanja podloge u dugovalnom području (od 4 do 100 μm).

## Radiometrija
Radiometrija je grana optike koja se bavi mjerenjem svojstavaelektromagnetskih valova. Mjerenja se izvode elektroničkim mjernim instrumentima koji se nazivaju radiometrima. Primjenjuju se u radio astronomiji, u medicinskoj dijagnostici, za daljinska istraživanja i tako dalje. Radiometrijske veličine jakost zračenja, ozračenost, ozračenje, tok zračenja i druge obuhvaćaju cijeli spektar elektromagnetskoga zračenja.

### Radiometrijske veličine i mjerne jedinice
| Veličina        | Veličina | Mjerna jedinica         | Mjerna jedinica | Napomena                            |  |
| --------------- | -------- | ----------------------- | --------------- | ----------------------------------- |  |
| naziv           | znak     | naziv                   | znak            | Napomena                            |  |
| Tok zračenja    | Φ        | vat                     | W (J/s)         | naziva se i radijacijski fluks      |  |
| Jakost zračenja | I        | vat po steradijanu      | W/sr            | naziva se i radijacijski intenzitet |  |
| Ozračenje       | E        | vat po četvornom metru  | W/m2            | naziva se i iradijancija            |  |
| Ozračenost      | H        | džul po četvornom metru | J/m2            | naziva se i ekspozicija             |  |

### Radiometrijski učinak
Radiometrijski učinak ili radiometrijski efekt je pojava pokretanja tijela obješenog u razrijeđenome plinu (vakuum) kada se obasja svjetlošću. Radiometrijski učinak primjenjuje se za mjerenje energije zračenja, osobito u području vidljivog i infracrvenoga dijela spektra elektromagnetskih valova. Prvi radiometar s tim načinom rada sagradio je W. Crookes. Crookesov radiometar sastoji se od četiriju metalnih pločica, s jedne strane poliranih, a s druge pocrnjenih, ugrađenih križno na osovini, u obliku vrtuljka. Cio uređaj nalazi se u staklenoj boci s vrlo razrijeđenim zrakom. Obasja li se radiometar, svjetlost (ili infracrvene zrake) će se više apsorbirati na tamnoj strani pločica; ta strana postaje toplija i molekule zaostalog (rezidualnoga) plina jače od nje odskaču i reakcijom pokreću vrtuljak. Brzina okretanja ovisi o apsorbiranoj toplini, te je ujedno mjera izračene energije. Radiometrijski učinak ne smije se zamijeniti s takozvanim svjetlosnim tlakom (tlak elektromagnetskog zračenja), to jest izravnim djelovanjem svjetlosti na plohe.